# Franciszek Bielowicz
Franciszek Bielowicz (ur. 3 lipca 1900 w Krzywaczce koło Kalwarii Zebrzydowskiej, zm. 1 listopada 1989 w Krakowie) – doktor medycyny i społecznik, pracujący przez wiele lat w Świątnikach Górnych.

## Życiorys
Uczęszczał do gimnazjum w Myślenicach. Jako uczeń brał udział w wojnie polsko-ukraińskiej w 1919 roku oraz w wojnie polsko-bolszewickiej w latach 1919-1920. Studiował na Wydziale Lekarskim na Uniwersytecie Jagiellońskim w Krakowie, dyplom doktora medycyny uzyskał na Uniwersytecie Warszawskim 18 grudnia 1928 roku. Pracę jako lekarz rozpoczął w Wielkopolsce, gdzie zawarł też związek małżeński. W 1934 roku przybył do Świątnik Górnych, gdzie następnie pracował przez 49 lat jako doktor i kierownik tamtejszego Ośrodka Zdrowia. Posiadał i rozwijał wiedzę medyczną, którą potrafił wykorzystać nawet w ubogich warunkach. Jeżeli było to konieczne, w swoich praktykach sięgał do dorobku medycyny naturalnej. Niosąc całodobową pomoc pacjentom, będąc zawsze w gotowości, pobierał bardzo małe wynagrodzenia, a często leczył za darmo. Zajmował się leczeniem partyzantów podczas II wojny światowej, mimo ciążących na tym konsekwencji ze strony okupanta. Odznaczony w 1983 roku, przy pożegnaniu z pracą doktorską, Orderem Odrodzenia Polski. Został pochowany na cmentarzu wojskowym przy ul. Prandoty (kwatera XCII-4-32).

## Upamiętnienie

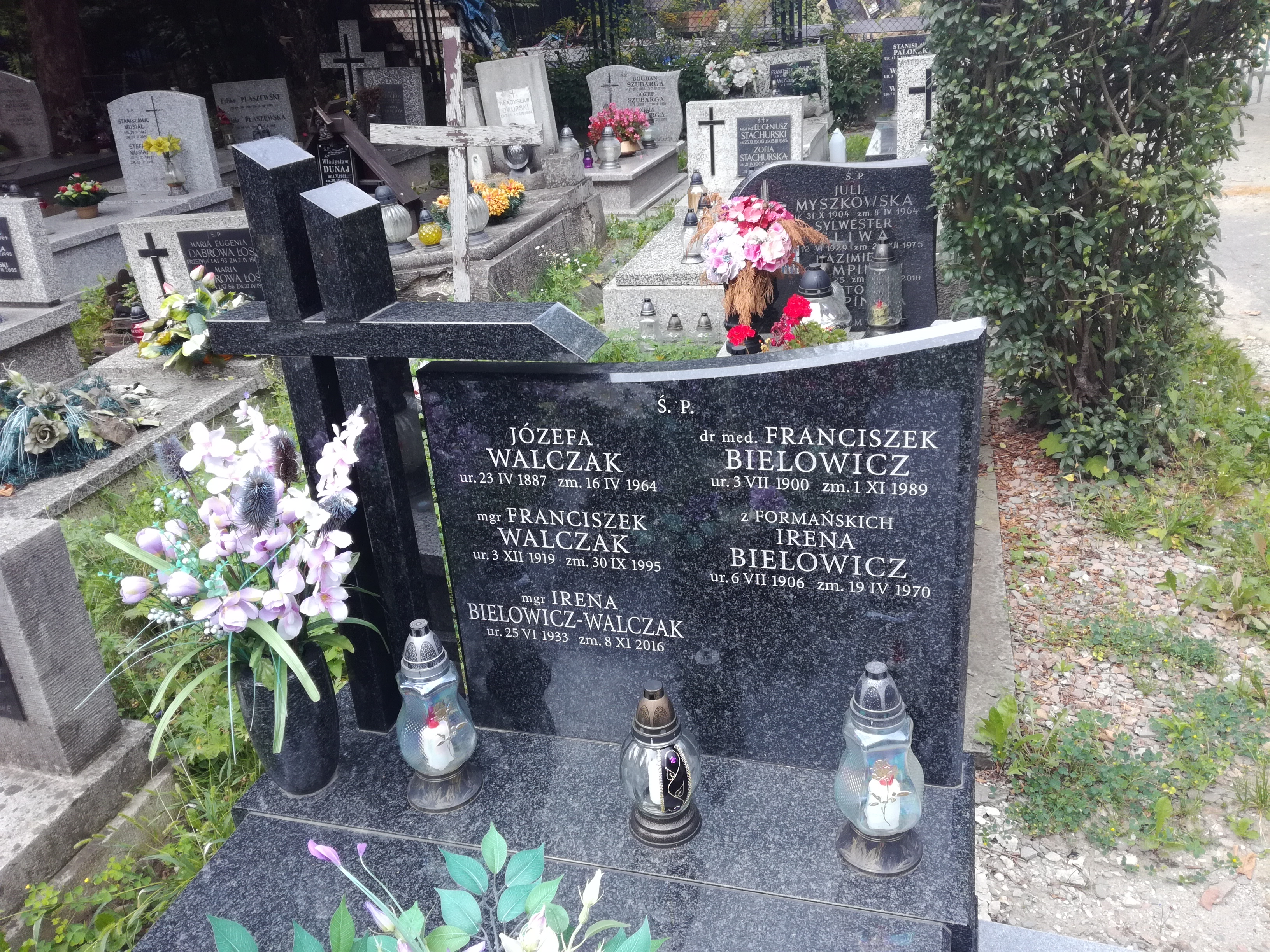
Grób Franciszka Bielowicza na Cmentarzu przy ul. Prandoty

- W Świątnikach Górnych nazywano go „Judymem świątnickim”. Główna ulica w Świątnikach nosi jego nazwisko.
- 30 października  2022 roku na cmentarzu parafialnym w Świątnikach Górnych został odsłonięty pomnik Bielowicza, który powstał z inicjatywy Stowarzyszenia Przyjaciół Świątnik Górnych[3]